# Serwer czasu

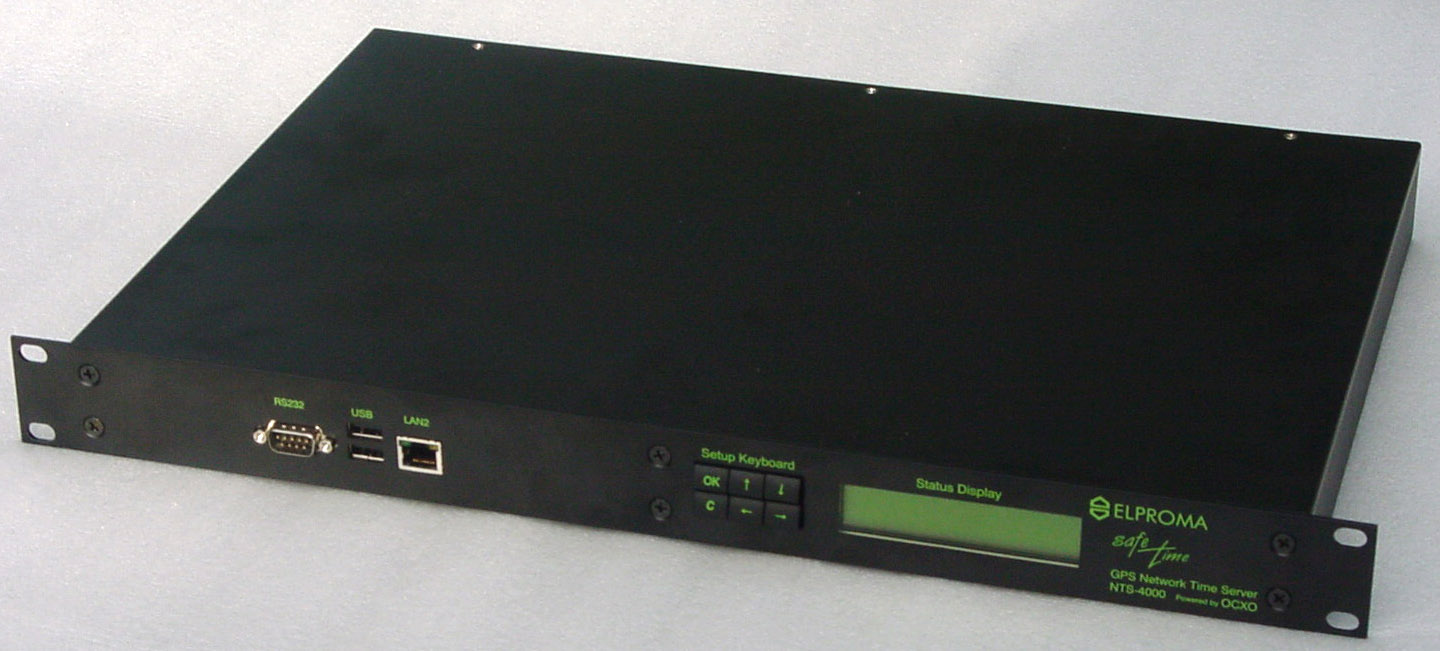
Przykładowy serwer czasu

Serwer czasu – specjalizowany serwer komputerowy pobierający aktualny czas ze źródła referencyjnego i dystrybuujący te informacje do urządzeń końcowych używając sieci komputerowej. Serwery czasu mogą być używane jako serwery lokalne lub internetowe.
Serwery czasu udostępniają precyzyjną informację o aktualnym czasie używając różnych mediów transmisyjnych i różnych protokołów komunikacyjnych. 
Jednym z najważniejszych protokołów używanych w synchronizacji czasu w Internecie jest Network Time Protocol (NTP), który pozwala na synchronizację wielu urządzeń do jednego lub wielu serwerów źródłowych zarówno w sieciach lokalnych jak i przez sieci rozległe (Internet). Innym powszechnie stosowanym w sieciach lokalnych i światłowodowych jest Precision Time Protocol (PTP IEEE1588). Zapewnia on znacznie większą precyzję synchronizacji czasu urządzeń końcowych. Są to protokoły oparte na sieciach Ethernet. 
Serwery czasu najczęściej obsługują też inne rodzaje sygnałów synchronizacji takie jak: IRIG (wiele odmian), SyncE, 1PPS, 10MHz, E1 G.703/G.704, ToD przez RS232 lub RS485 i wiele innych. Większość serwerów czasu obsługuje te rodzaje sygnałów.
Jako źródło referencyjne wykorzystywane są najczęściej zewnętrzne serwery czasu wyższego poziomu (Stratum 0/1), odbiorniki czasu GNSS, oscylatory rubidowe, oscylatory cezowe, zegary wodorowe. Czasami jako źródło zapasowe używane są odbiorniki DCF77 lub PCSK225.
Opracowanie odpowiednich systemów synchronizacji wraz z serwerami czasu było przedmiotem europejskiego projektu DEMETRA realizowanego w ramach "Horizon 2020".
W Polsce, podstawowym źródłem czasu urzędowego jest Główny Urząd Miar - Laboratorium Czasu i Częstotliwości - system e-CzasPL.

## Zasada działania
Serwer przekazuje informację o czasie, wykorzystując różne protokoły. Serwer najczęściej wyposażony jest w wyjścia Ethernet z protokołami NTP, SNTP, PTP (IEEE1588) oraz liczne dodatkowe interfejsy komunikacyjne: RS-232, RS422/RS485, 1PPS, IRIG-B,  i inne. Wzorcowy czas pobierany jest bezpośrednio z zegarów atomowych lub za pośrednictwem satelitarnych systemów nawigacyjnych GNSS takich jak GPS, GALILEO, GLONASS, BeiDou. Zaletą serwerów czasu jest możliwość pobierania czasu z wielu źródeł referencyjnych jednocześnie np. GPS, DCF77, PCSK225. Serwer posiada specjalne wewnętrzne systemy synchronizacji i podtrzymywania czasu oparte na wysokiej jakości oscylatorach kwarcowych (np. OCXO, TCXO) lub generatorach rubidowych, opracowanych na wypadek awarii radiowych układów odbiorczych. Serwery dostarczają czas z precyzją lepszą niż 10 ms przez Internet i lepszą niż 100 ns w LAN, a ograniczenie to wynika wyłącznie z możliwości współczesnego, powszechnie dostępnego sprzętu sieciowego. Najnowsze wersje serwerów wyposażane są coraz częściej w Ethernet synchroniczny z obsługą protokołu PTP IEEE1588, oferując w tym standardzie precyzje rzędu części mikrosekund, a w przypadki tzw. znakowania sprzętowego (wymaga specjalnych kart Ethernet) precyzje mogą osiągać nawet poziom nanosekund. Specjalna najnowsza wersja PTP v2.1 udostępnia obecnie profil High Accuracy pozwalający na synchronizację z dokładnością pikosekund.
Serwery czasu mają nadawany specjalny numer Stratum (1-15) oznaczający poziom pracy serwera, który należy rozumieć jako informacje, jak daleko od zegara atomowego znajduje się dany serwer w procesie synchronizacji czasu z użyciem protokołu NTP. Większość dedykowanych serwerów pracuje w poziomie Stratum 1. W Internecie można też spotkać wiele serwerów Stratum 2. Oznaczenia Stratum są zgodne z przyjętą w protokole NTP strukturą poziomów drzewa z wierzchołkiem Stratum 0 wskazującym zegar atomowy. W przypadku synchronizacji z użyciem protokołu PTP serwerom nadaje się atrybut MASTER. Możliwa jest również sytuacja, w której serwer czasu otrzymuje atrybut SLAVE PTP, a co oznacza jego synchronizację pośrednią do innego serwera pracującego w trybie MASTER PTP. Współczesne sieciowe serwery czasu obsługują jednocześnie protokoły NTP i PTP oraz umożliwiają konwersję między nimi.

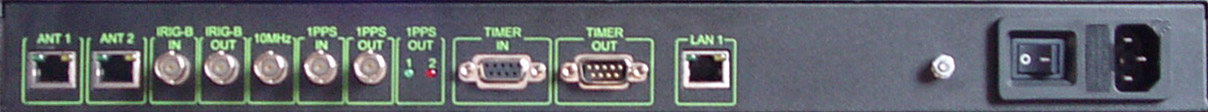
Złącza interfejsów serwera czasu

## Zastosowania
Serwery czasu jako źródło do synchronizacji czasu wielu urządzeń znajdują zastosowanie w wielu dziedzinach. Poniżej przedstawiono przykładowe zastosowania, które nie wyczerpują zakresu wszystkich możliwości.

### Sieci komputerowe
Komputery i serwery w sieciach komputerowych powinny być zsynchronizowane ze skalą UTC. Pozwala to na przykład na korelację danych w plikach dzienników, prawidłową pracę usług katalogowych, odpowiednie operacje plikowe w sieciowych systemach plików z wieloma użytkownikami. Zakupy w sklepach internetowych, systemy obsługi przetargów czy składanie dokumentów elektronicznych w obrocie prywatnym oraz publicznym, usługi notariuszy i wiele innych wymagają precyzyjnie zsynchronizowanego czasu poszczególnych elementów.

### Sieci telekomunikacyjne
Sieci telekomunikacyjne, w szczególności sieci bezprzewodowe wymagają dokładnej synchronizacji czasu do poprawnego działania. Wymagania dla sieci 5G sięgają już kilku nanosekund dokładności synchronizacji do skali UTC. Dlatego w tych sieciach stosuje się największe i najbardziej dokładne serwery czasu.

### Przemysł
W wielu instalacjach i liniach produkcyjnych, szczególnie w obszarze Przemysł 4.0, synchronizacja czasu, a co za tym idzie uzycie precyzyjnych serwerów jest kluczowe dla działania.

### Systemy transportowe
W drogownictwie serwery czasu służą do synchronizacji poszczególnych elementów infrastruktury - przykładem mogą być odcinkowe pomiary prędkości, fotoradary, tablice informacyjne, mierniki natężenia ruch drogowego. 
W kolejnictwie kluczowe jest znaczenie synchronizacji czasu w sterowaniu urządzeń infrastruktury kolejowej. Nawet zegary i tablice informacyjne na dworcach kolejowych muszą być zsynchronizowane ze skalą czasu. Problemy z synchronizacją czasu mogą spowodować awarie jak np. w marcu 2022 roku w sieci PKP.

### Badania naukowe
W wielu projektach naukowych z zakresu fizyki, geofizyki i pokrewnych niezbędna jest synchronizacja czasu systemów pomiarowych. Tylko przy zachowaniu odpowiedniej precyzji stemplowania wyników pomiarowych można wyciągnąć z danych właściwe korelacje i wnioski. Na potrzeby CERN opracowano system synchronizacji "White Rabbit" zapewniający sub-nanosekundową dokładność synchronizacji na wielkie odległości (z użyciem światłowodów). W geofizyce polski system FOSREM wykorzystuje wbudowany serwer czasu PTP, używający danych GNSS do synchronizacji pomiaru wielu światłowodowych czujników rotacyjnych.

## Potrzeba synchronizacji czasu
Wraz z rozwojem Internetu zwiększa się liczba operacji i transakcji obsługiwanych drogą elektroniczną. Wymusza to konieczność uporządkowania zdarzeń i ich rejestrację zgodną z chronologią czasu. Elektroniczne systemy bilingowe, elektroniczna bankowość, obsługa giełd i sklepów to jedynie wybrane przykłady e-biznesu, w których czas jest krytyczny dla prawidłowego funkcjonowania całych rozwiązań. Niestety współczesne zegary komputerowe nie należą do dobrych mierników czasu i dlatego ich synchronizację coraz częściej powierza się publicznym serwerom czasu dostępnym w Internecie.
Wiele firm i instytucji państwowych korzysta z własnych dedykowanych serwerów czasu. Ma to miejsce najczęściej, gdy stosowana polityka bezpieczeństwa zabrania wewnętrznym sieciom LAN korzystać z dostępu do Internetu. Serwery czasu są również podstawowym źródłem czasu dla procesu elektronicznej autoryzacji i certyfikacji, w tym dla podpisu elektronicznego, elektronicznego lakowania dokumentów oraz ich stemplowania czasem.
Obecnie odnotowuje się największy wzrost znaczenia synchronizacji w informatyce, który postępuje wraz z zaostrzeniem rygoru precyzji. Zjawisko to ściśle wiąże się z trwającą czwartą rewolucją przemysłową, w której cybernetyczna wizja zautomatyzowanej rzeczywistości wymusza pracę wszystkich komunikujących się wzajemnie systemów w tzw. wspólnej domenie czasowej, zapewniającej zgodny czas z bardzo dużą dokładnością. Również inne dziedziny informatyki jak np. Big Data używają obecnie coraz częściej synchronizacji do analizy danych  w tzw. domenie częstotliwości. Stabilność częstotliwości zapewniają w takim przypadku również serwery czasu.

## Oficjalne serwery NTP dostarczające urzędowy czas UTC(PL) w Polsce
W Polsce oficjalnym źródłem urzędowego czasu UTC są publiczne serwery NTP Głównego Urzędu Miar. Serwery te są bezpośrednio dołączone łączem 1PPS do zegara atomowego (5071A), którego wskazania są kontrolowane i korygowane do innych wzorców skali czasu atomowego tzw. TA.
- tempus1.gum.gov.pl (194.146.251.100)[16]
- tempus2.gum.gov.pl (194.146.251.101)[16]

## Serwery NTP grupy laboratoriów ds. porównań wzorców czasu
| nazwa domeny               | stratum | źródło |
| -------------------------- | ------- | --- |
| vega.cbk.poznan.pl         | 1       | atomowy zegar cezowy 5071A CBK w Borówcu k. Poznania                                                       |
| ntp.itl.waw.pl             | 1       | atomowy zegar cezowy 5071A IŁ-PIB w Warszawie (Miedzeszyn, prawy brzeg Wisły)                              |
| ntp.elpromaelectronics.com | 1       | rubidowy atomowy wzorzec firmy STANFORD Research, ELPROMA Czosnów k. Warszawy                              |
| ntp.zegar.umk.pl           | 1       | Polski Optyczny Zegar Atomowy zlokalizowany w Instytucie Fizyki UMK w Toruniu i Krajowym Laboratorium FAMO |

## Pule serwerów NTP
Poniższe nazwy wskazują losowo na serwery z puli udostępnionych publicznie serwerów NTP. Adresy IP serwerów zmieniają się co godzinę.

### Polska
- 0.pl.pool.ntp.org
- 1.pl.pool.ntp.org
- 2.pl.pool.ntp.org
- 3.pl.pool.ntp.org

### Europa
- 0.europe.pool.ntp.org
- 1.europe.pool.ntp.org
- 2.europe.pool.ntp.org
- 3.europe.pool.ntp.org

### Świat
- 0.pool.ntp.org
- 1.pool.ntp.org
- 2.pool.ntp.org
- 3.pool.ntp.org